# オスマン・サウジ戦争

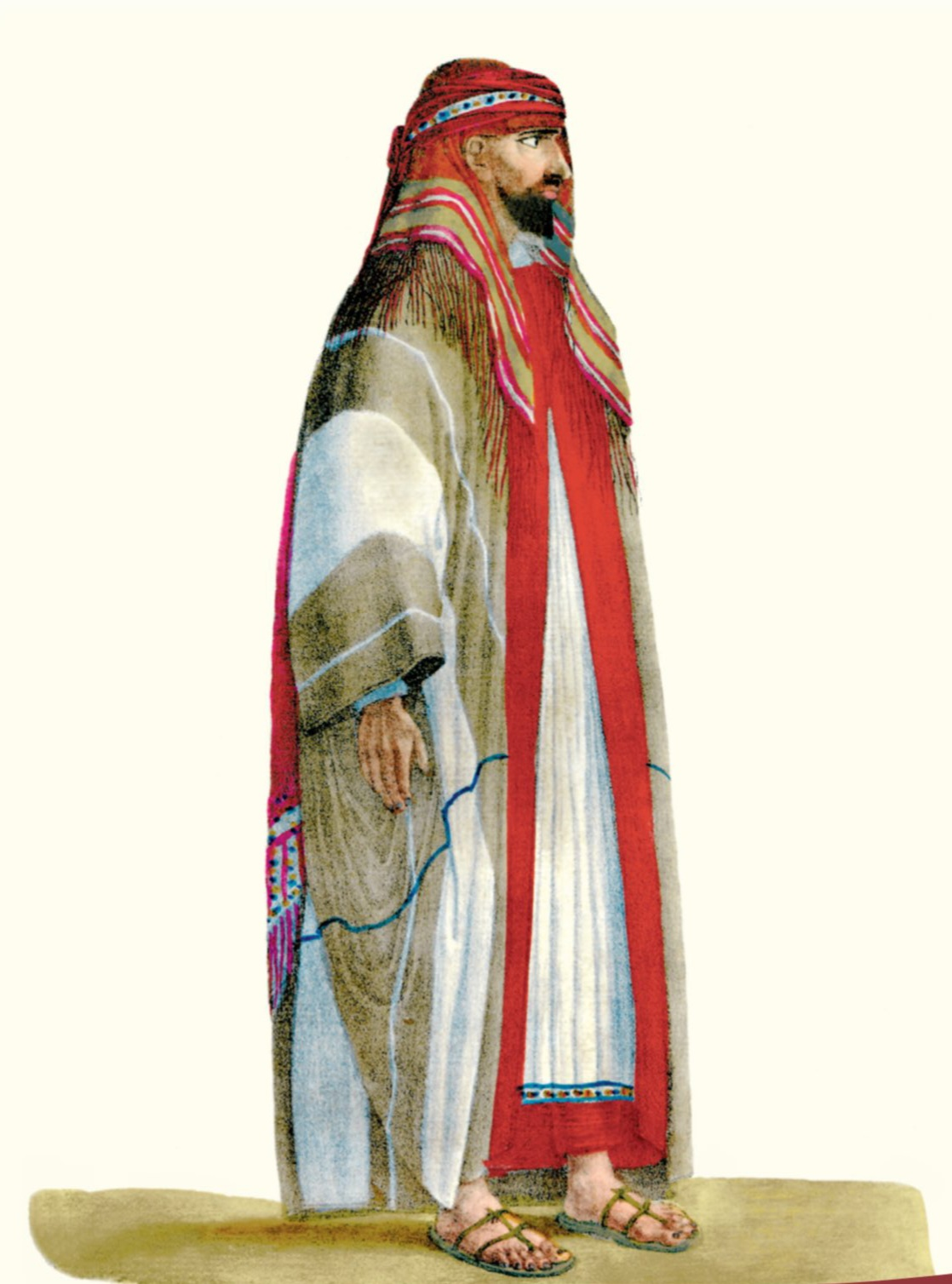
サウード国王アブドゥッラー・ビン・サウードの肖像。彼は戦後捕まえられて処刑された。

オスマン・サウジ戦争（アラビア語: الحرب العثمانية السعودية、英語: Ottoman–Saudi War）、またはオスマン・ワッハーブ戦争（アラビア語: الحرب العثمانية الوهابية、英語: Ottoman–Wahhabi War）は、1811年から1818年までのオスマン帝国エジプト州と第一次サウード王国の間の戦争。エジプト総督ムハンマド・アリーは緒戦で勝利し、第一次サウード王国を滅ぼした。

## 背景
1802年、第一次サウード王国はシーア派の聖地カルバラーを略奪し、5000人が殺され、イマーム・フサインの墓廟が略奪された。さらに1805年、ワッハーブ派が聖地のメッカとメディナを占領した。またオスマン帝国の行商人がたびたび盗賊の被害に遭ったため帝国の財政に影響が出た。サウード王国のアミールはオスマン帝国スルタンを否定し、そのカリフとヒジャーズの守護者という称号の正当性を疑問だとした。このサウード王国に頭を悩まされ、さらにエジプト総督ムハンマド・アリーに不信感を持っていたムスタファ4世はムハンマド・アリーを嗾けてサウード王国を攻撃させた。どちらが敗れても得するからである。

## 経過
1807年12月、オスマン帝国のスルタンであるムスタファ4世はムハンマド・アリーにサウード王国を潰すよう命令した。しかし、エジプトにおける政争によりムハンマド・アリーは戦争に集中できず、1811年まで聖地のメッカとメディナを奪還できなかった。
戦争は聖地奪還後も終わらず、1818年9月のサウード王国降伏まで続いた。ムハンマド・アリーの子イブラーヒーム・パシャは1817年に指揮官の位を引き継いだ。彼は外交と贈答を上手く利用してアラビアの各部族を味方につけ、内陸部のウナイザとブライダを占領した。ここまでほとんどの部族を味方につけたイブラーヒームはサウード王国の首都ディルイーヤへの進軍を開始したが、ワッハーブ派の攻撃で緩慢にしか進まず、1818年4月にようやくディルイーヤに到着した。包囲されたディルイーヤは6月に降伏、エジプト軍は入城して駐留した。ワッハーブ派の降伏はそのさらに3ヵ月後のことになるが、ここまで長引いた理由はエジプト軍の訓練不足であった。サウード国王アブドゥッラー・ビン・サウードはコンスタンティノープルに送られ処刑された。

## 影響
サウード王国の政治家は降伏の後、多くが罪を許されたが、宗教家への処遇は苛烈を極めた。というのも、ワッハーブ派の宗教家の多くは信仰における譲歩を拒否し、それが脅威とみなされたためである。宗教家の処刑はまた、オスマン帝国のワッハーブ派弾圧政策の一部となった。